# Odnalezienie Jezusa w Świątyni

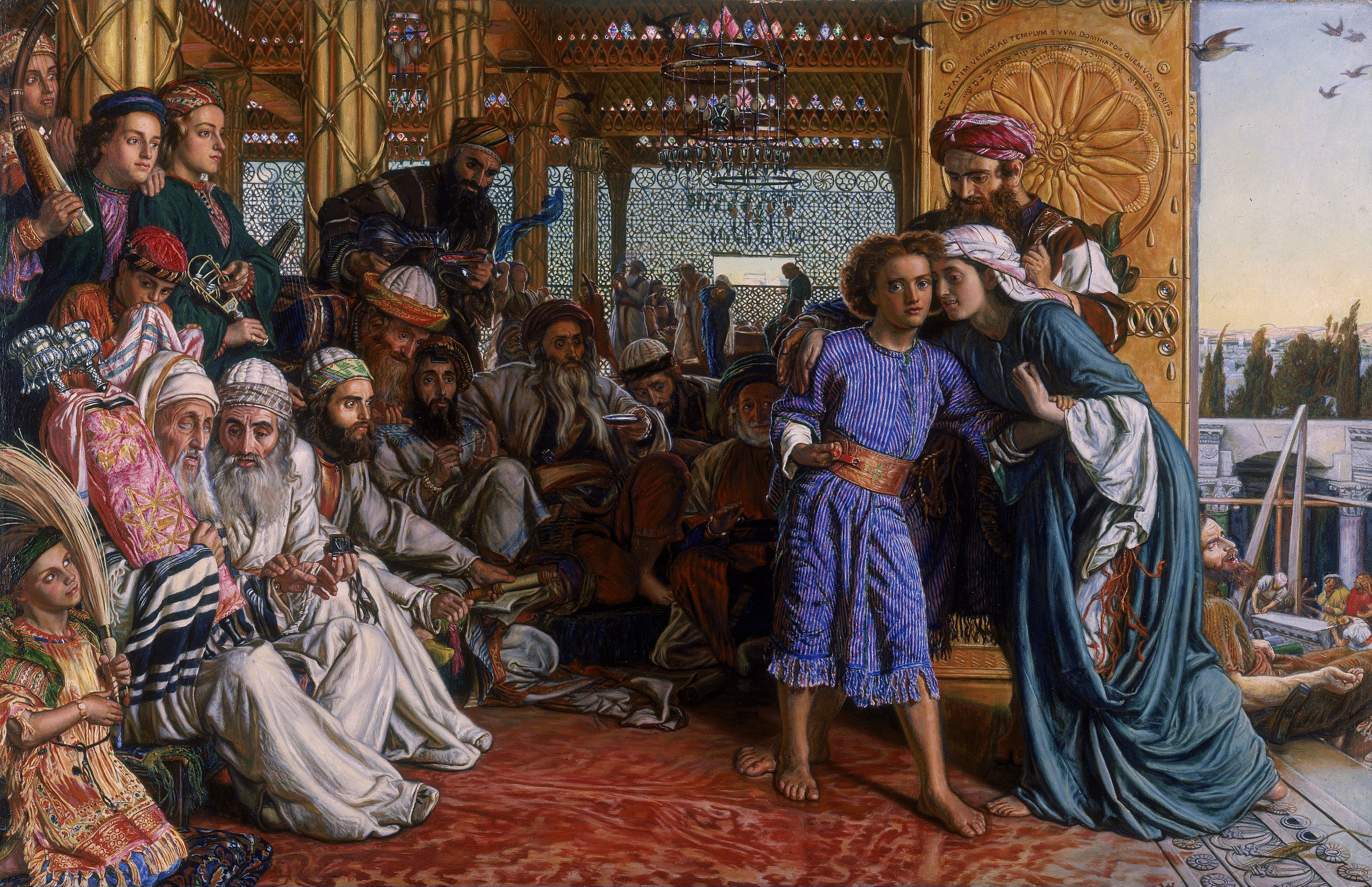
William Holman Hunt, Odnalezienie Jezusa w Świątyni

Odnalezienie Jezusa w Świątyni – fragment Ewangelii Łukasza (Łk 2,41-50), opowiadający o tym jak rodzice 12-letniego Jezusa stracili go z oczu wracając z Jerozolimy do Nazaretu. Po trzech dniach poszukiwań okazało się, że Jezus był w tym czasie w Świątyni Jerozolimskiej i przysłuchiwał się uczonym w Piśmie.
Jak mówi Katechizm Kościoła Katolickiego, „odnalezienie Jezusa w świątyni jest jedynym wydarzeniem, które przerywa milczenie Ewangelii o ukrytych latach Jezusa. Jezus pozwala tu dostrzec tajemnicę swego całkowitego poświęcenia się posłaniu wypływającemu z Jego Bożego synostwa: Czy nie wiedzieliście, że powinienem być w tym, co należy do mego Ojca?” (Łk 2, 49)
Odnalezienie Jezusa jest piątą tajemnicą radosną Różańca.